# Erich Buljung
Erich Buljung (21 marzo 1944) è un ex tiratore a segno statunitense.

## Palmarès

### Olimpiadi
- 1 medaglia:
  - 1 argento (Seul 1988 nella pistola 10 metri)